# Hyllus aethiopicus
Hyllus aethiopicus là một loài nhện trong họ Salticidae.
Loài này thuộc chi Hyllus. Hyllus aethiopicus được Embrik Strand miêu tả năm 1906.